# 시라오카 티머시
시라오카 티머시(일본어: 白岡 ティモシィ, 1996년 9월 8일 ~ )는 일본의 축구 선수이다.

## 구단 경력
이와키 FC, 홋카이도 도카치 스카이 어스, 오키나와 SV에서 활동했다.

## 국가대표팀 경력
그는 2013년 FIFA U-17 월드컵에 참가할 일본 U-17 국가대표팀에 발탁되었으며, 2경기에 출전했다.